# Riva Valdobbia
Riva Valdobbia (alemany Rifu) és un municipi italià, situat a la regió del Piemont. L'any 2007 tenia 240 habitants. És un dels municipis de la minoria walser, situat a la Valsesia. Limita amb els municipis d'Alagna Valsesia, Campertogno, Gressoney-La-Trinité (Vall d'Aosta), Gressoney-Saint-Jean (Vall d'Aosta), Mollia, Rassa i Rima San Giuseppe.

## Patró
El patró d'aquest municipi és sant Michel Arcangelo i se celebra el 29 de setembre.

## Turisme
La parròquia de Sant Michel Arcangelo, a la façana i ha una pintura al fresc que representa el judici universal, obra de Melchiorre d'Errico.
El refugi de muntanya Ospizio Sottile, construït al segle xix per ajudar els viatgers Francesos.

## Restaurants
Refugio Valle Vogna (Italià), Lo chalet 

## Hotels
Pietre Gemelle Resort, Casalpina Regina Margherita, Tre Alberi Riveri, Rifugio Ospizio Sottile, Hotel valverde.

## Administració
| Període | Identitat         | Partit  |
| ------- | ----------------- | ------- |
| 2004-   | Alberto Giacomino | Insieme |